# NEVER CHANGE (長渕剛の曲)
「NEVER CHANGE」（ネバー・チェンジ）は、日本のシンガーソングライターである長渕剛の19枚目のシングル曲。
1988年5月25日に東芝EMIのエキスプレスレーベルからリリースされた。作詞・作曲は長渕、編曲は長渕および瀬尾一三が担当している。
前年に結婚した女優の志穂美悦子との間に第一子である長渕文音が誕生した時の事を描いた曲であり、アコースティック・ギターをメインとしたフォークバラードとなっている。また、本作のタイトルは2005年まで長渕剛オフィシャルHPのタイトルネームにも使われていた。オリコンチャートでは最高位2位となっている。
オリジナル・アルバム『昭和』（1989年）からの先行シングル。それ以降では、ベスト・アルバム『いつかの少年』（1994年）、『YAMATO』（2005年）、『Tsuyoshi Nagabuchi All Time Best 2014 傷つき打ちのめされても、長渕剛。』（2014年）などに収録されている。

## 背景
1987年8月29日に長渕はTBS系テレビドラマ『親子ゲーム』（1986年）や映画『男はつらいよ 幸福の青い鳥』（1986年）にて共演した女優の志穂美悦子と再婚した。長渕は入籍のみで済ますつもりであったが、志穂美からの要望により9月17日に千葉真一が修行した寺の近くにある奈良県天川村の天河大弁財天社にて挙式した。また、長渕の意向により志穂美は芸能界を引退、専業主婦となり以降は芸能活動を行っていない。その後、1988年3月17日長渕と志穂美の間に長女となる文音が誕生し、本作は製作された。

## 音楽性
再婚した悦子夫人の長女、長渕文音の出産に立ち会った時のことを歌にした曲であり、自らの子供の誕生と、新に「家族」の意味を見つめなおした作品。
前作「乾杯」（1988年）にて、長渕は結婚を祝う内容の曲を歌ったが、本作では自身の第一子（長女、長渕文音）の誕生と人生の歩みを歌った。
音楽情報サイト『CDジャーナル』では、「妻の出産を通して、生命の優しさを歌ったバラード・ナンバー。一貫して静かに歌い上げるヴォーカルや柔らかいギター・サウンド、心臓の鼓動のようなリズム・トラックなど、神秘的で厳かな雰囲気に満ちている」、「初めて自分の子どもが誕生した男の心境を綴ったフォーキーなロック・ソング」と表記されている。

## リリース
1988年5月25日に東芝EMIのエキスプレスレーベルよりリリースされた。
アルバム『昭和』（1989年）にも収録されているが、そちらはリミックスとボーカルのみ録り直し、全体的にエコー処理もかなり抑えられたミックスになっており、また赤ん坊（長女：文音の声）の泣き声が収録されている。
カップリング曲の「STAY DREAM」はアルバム『NEVER CHANGE』（1988年）からのシングルカット。、シンセサイザーの音色によって原曲とは大きく異なる雰囲気となっている。

## 批評
| 専門評論家によるレビュー | 専門評論家によるレビュー |
| レビュー・スコア         | レビュー・スコア         |
| 出典                     | 評価                     |
| ------------------------ | ------------------------ |
| CDジャーナル             | 肯定的                   |

音楽情報サイト『CDジャーナル』では、「神秘的で厳かな雰囲気に満ちている」、「単に喜ぶだけではなく、身を引き締め新たな決意をした歌詞は、同じシチュエーションの男性の心をつかむはず。鼓動に似たリズムと赤子の鳴き声が、リアルだ」と評されている。

## チャート成績
オリコンチャートでは最高位2位、登場回数10回となり、売り上げ枚数は12.2万枚となった。前作「乾杯」、次作「とんぼ」という大ヒット曲の間にリリースされたシングルであるが、売上枚数はあまり高くなく、一般的にはあまり浸透していない楽曲である。

## ライブ・パフォーマンス
リリース前にもかかわらず、この曲が出来た4日後の1988年5月18日にフジテレビ系音楽番組『夜のヒットスタジオDELUXE』（1985年 - 1989年）にて初めてテレビで歌った。
ライブでの演奏は、本作と同タイトルのアルバム『NEVER CHANGE』（1988年）を受けたライブツアー「LIVE'88 NEVER CHANGE」のツアーファイナルである6月19日、長渕初の東京ドーム公演にて演奏された他、1994年のライブツアー「LIVE'94 Captain of the Ship」、2002年のライブイベント「YOKOHAMA Stadium Live 2002.9.7」にて演奏された。

## シングル収録曲
| 全作詞・作曲: 長渕剛、全編曲: 長渕剛、瀬尾一三。 |                                  |        |            |      |
| #                                                | タイトル                         | 作詞   | 作曲・編曲 | 時間 |
| 1.                                               | 「NEVER CHANGE」(ネバーチェンジ) | 長渕剛 | 長渕剛     | 5:58 |
| 2.                                               | 「STAY DREAM」(ステイ・ドリーム) | 長渕剛 | 長渕剛     | 5:15 |
| 合計時間:                                        | 合計時間:                        | 11:13  |            |      |

## 参加ミュージシャン
- 笛吹利明 - アコースティック・ガットギター
- 中西康晴 - ピアノ

## 楽曲の収録作品
スタジオ音源
- 『昭和』（1989年）
- 『SINGLE COLLECTION』（1988年）
- 『いつかの少年』（1994年）
- 『SINGLES Vol.2 (1983〜1988)』（1997年）
- 『YAMATO』（2005年）
- 『Tsuyoshi Nagabuchi All Time Best 2014 傷つき打ちのめされても、長渕剛。』（2014年）

ライブ映像
- 『LIVE "Captain of the Ship"』（1995年）